# Đại lộ Ngôi sao (Hồng Kông)
Đại lộ Ngôi sao (chữ Hán: 星光大道, Hán Việt: Tinh quang đại đạo, tiếng Anh: Avenue of Stars) là một con đường chạy dọc cảng Victoria thuộc khu Tiêm Sa Chủy, Hồng Kông. Được xây dựng từ năm 1982, đến năm 2003 đại lộ Ngôi sao được cải tạo phỏng theo Đại lộ Danh vọng Hollywood để vinh danh các nhân vật nổi tiếng của điện ảnh Hồng Kông.

## Lịch sử
Năm 1982, tập đoàn New World cho đầu tư xây dựng một con đường dạo mát bên bờ cảng Victoria cạnh trung tâm mua sắm New World Centre (thuộc Tiêm Sa Chủy, Cửu Long, Hồng Kông). Đến năm 2003 tập đoàn này tuyên bố đầu tư 40 triệu HKD để cải tạo con đường dạo mát trở thành "Đại lộ Ngôi sao", một điểm thu hút khách du lịch với đề tài là nền điện ảnh Hồng Kông, đây là dự án lấy hình mẫu từ Đại lộ Danh vọng Hollywood, Hoa Kỳ. Ý tưởng này của tập đoàn New World đã được chính quyền Hồng Kông, Cục Du lịch Hồng Kông (Hong Kong Tourism Commission), Ủy ban Văn hóa và Giải trí Hồng Kông (Hong Kong Leisure and Cultural Services Department) và Hiệp hội Giải thưởng Điện ảnh Hồng Kông ủng hộ.
Con đường mới được chính thức khánh thành ngày 28 tháng 4 năm 2004 với sự có mặt của nhiều quan chức trong chính quyền Hồng Kông cũng như các nhân vật có tên tuổi trong ngành giải trí Hồng Kông. Trong buổi lễ này người ta cũng tuyên bố danh sách 73 "ngôi sao" đầu tiên được khắc tên trên đại lộ.

## Mô tả
Đại lộ Ngôi sao thuộc khu vực tập trung rất nhiều điểm tham quan du lịch ở khu Tiêm Sa Chủy dọc cảng Victoria, ngoài New World Centre còn có Bảo tàng Nghệ thuật Hồng Kông, Bảo tàng Không gian Hồng Kông, Trung tâm Văn hóa Hồng Kông và Tháp đồng hồ Tiêm Sa Chủy (Clock Tower). Vào buổi tối đứng từ con đường này người ta có thể quan sát toàn cảnh vịnh Hồng Kông, vì vậy đây là địa điểm rất thuận lợi để theo dõi các buổi trình diễn ánh sáng Huyền thoại vịnh Hương Giang (幻彩詠香江).
Tại điểm bắt đầu của con đường ở vườn Salisbury, người ta dựng một phiên bảo của bức tượng Giải thưởng Điện ảnh Hồng Kông (Kim tượng) cao 4,5 m. Trong suốt chiều dài 440 m của đại lộ Ngôi sao, người ta cũng cho dựng một số bức tượng khác miêu tả quá trình làm phim như tượng đạo diễn, nhà quay phim, xe chiếu phim lưu động. Ngoài ra lịch sử của điện ảnh Hồng Kông cũng được tóm tắt trên 9 cột sơn đỏ dọc Đại lộ. Điểm thu hút nhất của con đường là các viên gạch có hình ngôi sao khắc tên (bằng chữ Hán và tiếng Anh) của các "ngôi sao" trong nền điện ảnh Hồng Kông, kèm theo dấu tay và chữ ký của những nhân vật còn sống. Ngày 27 tháng 11 năm 2005, nhân kỉ niệm ngày sinh lần thứ 65 của ngôi sao võ thuật Lý Tiểu Long, một bức tượng mô tả nhân vật của Lý Tiểu Long trong Long tranh hổ đấu (龍爭虎鬪, 1973) đã được khánh thành trên đại lộ.
|                                                   |                                                                   |                                  |                                   |  |
|                                                   |                                                                   |                                  |                                   |  |
| Đại lộ Ngôi sao                                   | Kim tượng                                                         | Tượng Lý Tiểu Long               | Người quay phim và đạo diễn       |  |
|                                                   |                                                                   |                                  |                                   |  |
|                                                   |                                                                   |                                  |                                   |  |
| Ngôi sao của diễn viên Lý Tiểu Long, chỉ khắc tên | Ngôi sao của diễn viên Trương Mạn Ngọc, có tên và dấu tay, chữ ký | Ngôi sao của đạo diễn Ngô Vũ Sâm | Ngôi sao của diễn viên Thành Long |  |

## Danh sách nhân vật
Dưới đây là danh sách các nhân vật được vinh danh tại đại lộ Ngôi sao trong 5 đợt: tháng 4 năm 2004 (73 người), tháng 11 năm 2005 (10 người), tháng 11 năm 2006 (10 người), tháng 6 năm 2007 (8 người) và tháng 12 năm 2012 (6 người), các nhân vật được vinh danh sẽ có một ngôi sao gắn trên con đường, bên cạnh ngôi sao là chữ ký, dấu tay của người đó. Với các nhân vật đã qua đời, sẽ chỉ có ngôi sao khắc tên của họ (cả bằng chữ Hán và tiếng Anh) được gắn trên đường.
|                   | Nhân vật                    | Vai trò                                                                                 |
| ----------------- | --------------------------- | --------------------------------------------------------------------------------------- |
| Tháng 4 năm 2004  |                             |                                                                                         |
| 01                | Lê Dân Vĩ (黎民伟)          | Cha đẻ của điện ảnh Hồng Kông Đạo diễn Trang Tử thí thê, bộ phim đầu tiên của Hồng Kông |
| 02                | Lâm Sở Sở (林楚楚)          |                                                                                         |
| 03                | Hồ Điệp (胡蝶)              |                                                                                         |
| 04                | Thiệu Dật Phu (邵逸夫)      | Người sáng lập hãng phim Thiệu Thị                                                      |
| 05                | Hoàng Mạn Lê (黄曼梨)       |                                                                                         |
| 06                | Châu Thạch Lân (朱石麟)     |                                                                                         |
| 07                | Tào Đạt Hoa (曹达华)        | Diễn viên tiên phong của thể loại kiếm hiệp                                             |
| 08                | Lư Đôn (盧敦)               |                                                                                         |
| 09                | Nhạc Phong (岳枫)           |                                                                                         |
| 10                | Quan Đức Hưng (关德兴)      |                                                                                         |
| 11                | Trương Hoạt Du (张活游)     |                                                                                         |
| 12                | Ngô Sở Phàm (吴楚帆)        |                                                                                         |
| 13                | Tư Mã Sư Tằng (新马师曾)    |                                                                                         |
| 14                | Bạch Yến (白燕)             |                                                                                         |
| 15                | Chu Tuyền (周璇)            | Diễn viên, vai nữ chính trong Mã Lộ thiên sử                                            |
| 16                | Trương Anh (张瑛)           |                                                                                         |
| 17                | Lý Thiết (李铁)             |                                                                                         |
| 18                | Hồ Bằng (胡鹏)              |                                                                                         |
| 19                | Nhậm Kiến Huy (任剑辉)      | Diễn viên phim kiếm hiệp                                                                |
| 20                | Thạch Kiên (石坚)           | Diễn viên tiên phong của thể loại kiếm hiệp                                             |
| 21                | Lý Lệ Hoa (李丽华)          |                                                                                         |
| 22                | Bạch Quang (白光)           | Diễn viên                                                                               |
| 23                | Ngô Hồi (吴回)              |                                                                                         |
| 24                | Bạch Tuyết Liên (白雪仙)    |                                                                                         |
| 25                | Hồng Tuyến Nữ (红线女)      |                                                                                         |
| 26                | Tần Kiếm (秦剑)             |                                                                                         |
| 27                | Vu Tố Thu (于素秋)          | Nữ diễn viên phim kiếm hiệp                                                             |
| 28                | Lương Tỉnh Ba (梁醒波)      |                                                                                         |
| 29                | Đặng Ký Trần (邓寄尘)       |                                                                                         |
| 30                | Đặng Bích Vân (邓碧云)      |                                                                                         |
| 31                | Phương Diễm Phân (芳艳芬)   |                                                                                         |
| 32                | Hạ Mộng (夏梦)              | Diễn viên                                                                               |
| 33                | Lâm Đại (林黛)              |                                                                                         |
| 34                | Hồ Phong (胡枫)             |                                                                                         |
| 35                | Vưu Mẫn (尤敏)              |                                                                                         |
| 36                | Tạ Hiền (谢贤)              | Diễn viên, đạo diễn (cha của Tạ Đình Phong)                                             |
| 37                | Lý Hàn Tường (李翰祥)       | Người sáng lập hãng Cathay Organisation                                                 |
| 38                | Lục Vận Đào (陆运涛)        |                                                                                         |
| 39                | Kiều Hoành (乔宏)           |                                                                                         |
| 40                | Lâm Phượng (林凤)           |                                                                                         |
| 41                | Trương Triệt (张彻)         | Diễn viên, đạo diễn Đạo diễn, biên kịch của Độc thủ đại hiệp                            |
| 42                | Sở Nguyên (楚原)            |                                                                                         |
| 43                | Hồ Kim Thuyên (胡金铨)      | Đạo diễn, đạo diễn của Long Môn khách sạn                                               |
| 44                | Lăng Ba (凌波)              |                                                                                         |
| 45                | Trần Bảo Châu (陈宝珠)      | Ngôi sao thiếu nhi của điện ảnh Hồng Kông thập niên 1960                                |
| 46                | Tiêu Phương Phương (萧芳芳) | Diễn viên                                                                               |
| 47                | Phùng Bảo Bảo (冯宝宝)      | Diễn viên                                                                               |
| 48                | Vương Vũ (王羽)             | Diễn viên, vai chính trong Độc thủ đại hiệp                                             |
| 49                | Địch Long (狄龙)            | Diễn viên phim kiếm hiệp                                                                |
| 50                | Khương Đại Vệ (姜大卫)      |                                                                                         |
| 51                | Hà Quan Xương (何冠昌)      |                                                                                         |
| 52                | Trâu Văn Hoài (邹文怀)      | Người sáng lập hãng Golden Harvest                                                      |
| 53                | Lý Tiểu Long (李小龙)       | Diễn viên                                                                               |
| 54                | Ngô Tư Viễn (吴思远)        | Đạo diễn, nhà sản xuất                                                                  |
| 55                | Hứa Quan Văn (许冠文)       | Diễn viên, đạo diễn                                                                     |
| 56                | Hứa Quan Kiệt (许冠杰)      | Diễn viên (em trai của Hứa Quan Văn)                                                    |
| 57                | Lâm Thanh Hà (林青霞)       | Diễn viên                                                                               |
| 58                | Hồng Kim Bảo (洪金宝)       | Diễn viên, đạo diễn                                                                     |
| 59                | Thành Long (成龙)           | Diễn viên, đạo diễn                                                                     |
| 60                | Ngô Vũ Sâm (吴宇森)         | Đạo diễn, nhà sản xuất                                                                  |
| 61                | Viên Hòa Bình (袁和平)      | Đạo diễn, chỉ đạo võ thuật                                                              |
| 62                | Hứa An Hoa (许鞍华)         | Đạo diễn                                                                                |
| 63                | Từ Khắc (徐克)              | Đạo diễn, nhà sản xuất                                                                  |
| 64                | Châu Nhuận Phát (周润发)    | Diễn viên                                                                               |
| 65                | Trương Quốc Vinh (张国荣)   | Diễn viên                                                                               |
| 66                | Lưu Đức Hoa (刘德华)        | Diễn viên                                                                               |
| 67                | Lý Liên Kiệt (李连杰)       | Diễn viên                                                                               |
| 68                | Trương Mạn Ngọc (张曼玉)    | Diễn viên                                                                               |
| 69                | Mai Diễm Phương (梅艳芳)    | Diễn viên                                                                               |
| 70                | Lương Triều Vĩ (梁朝伟)     | Diễn viên                                                                               |
| 71                | Dương Tử Quỳnh (杨紫琼)     | Diễn viên                                                                               |
| 72                | Vương Gia Vệ (王家卫)       | Đạo diễn                                                                                |
| 73                | Châu Tinh Trì (周星驰)      | Diễn viên, đạo diễn                                                                     |
| Tháng 11 năm 2005 |                             |                                                                                         |
| 01                | Tử La Liên (紫罗莲)         |                                                                                         |
| 02                | Vương Thiên Lâm (王天林)    |                                                                                         |
| 03                | Lâm Gia Thanh (林家声)      |                                                                                         |
| 04                | Bảo Phương (鲍方)           |                                                                                         |
| 05                | Lưu Gia Lương (刘家良)      |                                                                                         |
| 06                | Thạch Tuệ (石慧)            |                                                                                         |
| 07                | Phó Kì (傅奇)               |                                                                                         |
| 08                | Cát Lan (葛兰)              |                                                                                         |
| 09                | Gia Linh (嘉玲)             |                                                                                         |
| 10                | Quan Sơn (关山)             |                                                                                         |
| Tháng 11 năm 2006 |                             |                                                                                         |
| 01                | Nghê Khuông (倪匡)          |                                                                                         |
| 02                | La Duy (羅維)               |                                                                                         |
| 03                | Đường Giai (唐佳)           |                                                                                         |
| 04                | Hoàng Triêm (黃霑)          |                                                                                         |
| 05                | Mạch Gia (麥嘉)             |                                                                                         |
| 06                | Tằng Chí Vĩ (曾志偉)        | Diễn viên                                                                               |
| 07                | Trương Thúc Bình (張叔平)   |                                                                                         |
| 08                | Lương Gia Huy (梁家輝)      | Diễn viên                                                                               |
| 09                | Huỳnh Thu Sinh (黃秋生)     | Diễn viên                                                                               |
| 10                | Trương Bá Chi (張栢芝)      | Diễn viên                                                                               |
| Tháng 6 năm 2007  |                             |                                                                                         |
| 01                | Trương Học Hữu (张学友)     | Diễn viên                                                                               |
| 02                | Trương Ngải Gia (张艾嘉)    | Diễn viên                                                                               |
| 03                | Củng Lợi (巩俐)             | Diễn viên                                                                               |
| 04                | Lưu Thanh Vân (刘青云)      | Diễn viên                                                                               |
| 05                | Tằng Giang (曾江)           |                                                                                         |
| 06                | Quách Phú Thành (郭富城)    | Diễn viên                                                                               |
| 07                | Lê Minh (黎明)              | Diễn viên                                                                               |
| 08                | Lê Bắc Hải (黎北海)         |                                                                                         |
| Tháng 12 năm 2012 |                             |                                                                                         |
| 01                | Diệp Đức Nhàn (葉德嫻)      | Diễn viên                                                                               |
| 02                | Lưu Gia Linh (劉嘉玲)       | Diễn viên                                                                               |
| 03                | Nhậm Đạt Hoa (任達華)       | Diễn viên                                                                               |
| 04                | Tạ Đình Phong (謝霆鋒)      | Diễn viên, ca sĩ (con của Tạ Hiền)                                                      |
| 05                | Cổ Thiên Lạc (古天樂)       | Diễn viên                                                                               |
| 06                | Huệ Anh Hồng (惠英紅)       | Diễn viên                                                                               |